# ハートのSEASON/ガールズ・トーク
『ハートのSEASON/ガールズ・トーク』（ハートのシーズン、ガールズ・トーク、英名：Heart's Season and Girls Talk）は、1985年6月25日に徳間ジャパンから発売、徳間コミュニケーションズから販売された太田貴子の7thレコード。レーベルはジャパンレコードで7JAS-35。

## 概要
太田貴子がヒロインを務め1985年6月15日に先行発売され、同年8月3日に松竹富士で劇場公開された「魔法の天使クリィミーマミ ロング・グッドバイ」の主題歌。2008年12月24日にセルフカバー版として「デリケートに好きして（21st century ver.）」には本曲も収録された。

### ハートのSEASON
同映画のオープニングテーマ。3頭身キャラで作られてた優と俊夫がファッション、公園、映画館、遊園地、ディスコを楽しみながらデートする演出で途中でイラストに切り替わる。

### ガールズ・トーク
同映画のエンディングテーマ。前半は南アルプスの風景を映し出し後半は優とポジとネガの再会シーンとなっている。

## 収録曲
1. ハートのSEASON(3:34)[2]
  - 作詞：恩田久義 / 作曲：尾関裕司 / 編曲：難波正司
2. ガールズ・トーク(3:59)[3][4]
  - 作詞：友井久美子 / 作曲：尾関裕司 / 編曲：難波正司

## 収録アルバム
- Long Good-bye（両曲とも、1985年7月25日）
- 魔法の天使クリィミーマミ ロング・グッドバイ 音楽編（両曲とも、1985年8月25日）
- み・ん・な GENKI!（1のみ、1985年11月25日）
- 魔法の天使クリィミーマミ SONG BOOK・カーテンコール（両曲とも、1986年2月25日）
- アニメージュ・メモリアル・コレクション（1のみ、1992年12月21日）
- アニメージュ 魔法少女コレクション（両曲とも、2013年8月7日）

## カヴァーしたアーティスト
ハートのSEASON
- 喜多村英梨 - 公式トリビュートアルバムに収録（2011年）

ガールズ・トーク
- 伊瀬茉莉也 - 公式トリビュートアルバムに収録（2011年）